# ثيودور شيرتش
كان ثيودور ويليام جون شيرتش (5 مايو 1918 - 4 يناير 1946) جنديًا بريطانيًا تم إعدامه بموجب قانون الغدر لعام 1940 بعد نهاية الحرب العالمية الثانية. كان آخر شخص يُعدم في بريطانيا لارتكابه جريمة أخرى غير القتل.

## النشأة
ولد شيرتش في مستشفى الملكة شارلوت وتشيلسي بهامرسميث في لندن بينما كان والده السويسري يعيش في بريطانيا. خلال فترة مراهقته المتأخرة، كان عضوًا في اتحاد الفاشيين البريطاني.
في عام 1936 التحق بالجيش البريطاني كسائق فيلق خدمة الجيش الملكي.

## الخيانة
خلال يونيو 1942، تم القبض على شيرتش من قبل قوات المحور في طبرق خلال حملة شمال أفريقيا. بعد ذلك بوقت قصير، بدأ العمل في المخابرات الإيطالية والألمانية. غالبًا ما كان يتظاهر بأنه أسير حرب لكسب ثقة أسرى الحلفاء، بما في ذلك العقيد السير ديفيد سترلنج البادئ في القوة الجوية الخاصة.

## المحاكمة والتنفيذ
تم القبض على شيرتش في روما خلال مارس 1945، ووجهت إليه تسع تهم بالخيانة وتهمة الفرار من الخدمة. حوكم أمام محكمة عسكرية في مقر دوق يورك في تشيلسي في لندن، خلال سبتمبر 1945، أمام رئيس الميجور ميلفورد ستيفنسون. دافع عنه ألكسندر براندز من كيه سي. لقد أدين بتسع تهم بالخيانة وواحدة بالفرار بنية الانضمام إلى العدو.
تم شنق شيرتش في 4 يناير 1946 في HM Prison Pentonville، في سن 27. نفذ إعدامه ألبرت بييربوينت.
ملفات الأرشيف الأمني البريطاني التي بحوزته تحتفظ بها المحفوظات الوطنية.
كان شيرتش هو الجندي البريطاني الوحيد الذي أعدم بتهمة الغدر التي ارتكبت خلال الحرب. ومع ذلك، تم شنق دنكان سكوت فورد، وهو تاجر بحار، بتهمة الغدر، وأدين الكابتن باتريك ستانلي فوغان هينان من نيوزيلندا بجيش الهند البريطاني بتهمة التجسس، وأطلق عليه حارس النار. قُتل هارولد كول، وهو أسير حرب بريطاني خان المقاومة الفرنسية، برصاص الشرطة الفرنسية خلال يناير 1946، بعد شهر من هروبه من الحجز.
أُعدم المدنيان ويليام جويس وجون أميري بتهمة الخيانة العظمى، وهي جريمة مختلفة.